# Honda Indy 200 at Mid-Ohio
Das Honda Indy 200 at Mid-Ohio ist ein Automobilrennen der höchsten Kategorie im American Championship Car Racing auf dem Mid-Ohio Sports Car Course in Lexington, Ohio, Vereinigte Staaten. Die CART-Serie debütierte mit dieser Veranstaltung 1980 und trug sie von 1983 bis 2003 jährlich aus. Seit dem Jahr 2007 gastiert die IndyCar Series in Lexington.

## Ergebnisse
| Auflage | Jahr          | Serie          | Sieger                                  | Zweiter                                 | Dritter                                   | Pole-Position                           | Schnellste Runde                        |
| ------- | ------------- | -------------- | --------------------------------------- | --------------------------------------- | ----------------------------------------- | --------------------------------------- | --------------------------------------- |
| 01      | 1980          | ICWS           | Johnny Rutherford (Chaparral-Cosworth)  | Gordon Johncock (Phoenix-Cosworth)      | Bill Alsup (Penske-Cosworth)              | Al Unser (Longhorn-Cosworth)            | nicht bekannt                           |
|         | 1981 bis 1982 | kein Indy      | kein Indy                               | kein Indy                               | kein Indy                                 | kein Indy                               | kein Indy                               |
| 02      | 1983          | ICWS           | Teo Fabi (March-Cosworth)               | Mario Andretti (Lola-Cosworth)          | Bobby Rahal (March-Cosworth)              | Bobby Rahal (March-Cosworth)            | nicht bekannt                           |
| 03      | 1984          | ICWS           | Mario Andretti (Lola-Cosworth)          | Bobby Rahal (March-Cosworth)            | Danny Sullivan (Lola-Cosworth)            | Mario Andretti (Lola-Cosworth)          | nicht bekannt                           |
| 04      | 1985          | ICWS           | Bobby Rahal (March-Cosworth)            | Danny Sullivan (March-Cosworth)         | Jacques Villeneuve sr. (March-Cosworth)   | Bobby Rahal (March-Cosworth)            | nicht bekannt                           |
| 05      | 1986          | ICWS           | Bobby Rahal (March-Cosworth)            | Roberto Guerrero (March-Cosworth)       | Danny Sullivan (March-Cosworth)           | Mario Andretti (Lola-Cosworth)          | nicht bekannt                           |
| 06      | 1987          | ICWS           | Roberto Guerrero (March-Cosworth)       | Bobby Rahal (Lola-Cosworth)             | Danny Sullivan (March-Chevrolet)          | Roberto Guerrero (March-Cosworth)       | nicht bekannt                           |
| 07      | 1988          | ICWS           | Emerson Fittipaldi (Lola-Chevrolet)     | Mario Andretti (Lola-Chevrolet)         | Rick Mears (Penske-Chevrolet)             | Danny Sullivan (Penske-Chevrolet)       | nicht bekannt                           |
| 08      | 1989          | ICWS           | Teo Fabi (March-Porsche)                | Al Unser jr. (Lola-Chevrolet)           | Michael Andretti (Lola-Chevrolet)         | Teo Fabi (March-Porsche)                | nicht bekannt                           |
| 09      | 1990          | ICWS           | Michael Andretti (Lola-Chevrolet)       | Mario Andretti (Lola-Chevrolet)         | Al Unser jr. (Lola-Chevrolet)             | Michael Andretti (Lola-Chevrolet)       | nicht bekannt                           |
| 10      | 1991          | ICWS           | Michael Andretti (Lola-Chevrolet)       | Emerson Fittipaldi (Penske-Chevrolet)   | Bobby Rahal (Lola-Chevrolet)              | Michael Andretti (Lola-Chevrolet)       | nicht bekannt                           |
| 11      | 1992          | ICWS           | Emerson Fittipaldi (Penske-Chevrolet)   | Paul Tracy (Penske-Chevrolet)           | Al Unser jr. (Galmer-Chevrolet)           | Michael Andretti (Lola-Ford)            | nicht bekannt                           |
| 12      | 1993          | ICWS           | Emerson Fittipaldi (Penske-Chevrolet)   | Robby Gordon (Lola-Ford)                | Scott Goodyear (Lola-Ford)                | Nigel Mansell (Lola-Ford)               | nicht bekannt                           |
| 13      | 1994          | ICWS           | Al Unser jr. (Penske-Ilmor)             | Paul Tracy (Penske-Ilmor)               | Emerson Fittipaldi (Penske-Ilmor)         | Al Unser jr. (Penske-Ilmor)             | Al Unser jr. (Penske-Ilmor)             |
| 14      | 1995          | ICWS           | Al Unser jr. (Penske-Ilmor-Mercedes)    | Paul Tracy (Lola-Ford)                  | Jacques Villeneuve (Reynard-Ford)         | Jacques Villeneuve (Reynard-Ford)       | Al Unser jr. (Penske-Ilmor-Mercedes)    |
| 15      | 1996          | ICWS           | Alex Zanardi (Reynard-Honda)            | Jimmy Vasser (Reynard-Honda)            | Michael Andretti (Lola-Ford)              | Alex Zanardi (Reynard-Honda)            | Alex Zanardi (Reynard-Honda)            |
| 16      | 1997          | CART           | Alex Zanardi (Reynard-Honda)            | Greg Moore (Reynard-Mercedes)           | Bobby Rahal (Reynard-Ford)                | Bryan Herta (Reynard-Ford)              | Alex Zanardi (Reynard-Honda)            |
| 17      | 1998          | CART           | Adrián Fernández (Reynard-Ford)         | Scott Pruett (Reynard-Ford)             | Bobby Rahal (Reynard-Ford)                | Dario Franchitti (Reynard-Honda)        | Greg Moore (Reynard-Mercedes)           |
| 18      | 1999          | CART           | Juan Pablo Montoya (Reynard-Honda)      | Paul Tracy (Reynard-Honda)              | Dario Franchitti (Reynard-Honda)          | Dario Franchitti (Reynard-Honda)        | Juan Pablo Montoya (Reynard-Honda)      |
| 19      | 2000          | CART           | Hélio Castroneves (Reynard-Honda)       | Gil de Ferran (Reynard-Honda)           | Christian Fittipaldi (Lola-Ford-Cosworth) | Gil de Ferran (Reynard-Honda)           | Dario Franchitti (Reynard-Honda)        |
| 20      | 2001          | CART           | Hélio Castroneves (Reynard-Honda)       | Gil de Ferran (Reynard-Honda)           | Patrick Carpentier (Reynard-Ford)         | Gil de Ferran (Reynard-Honda)           | Hélio Castroneves (Reynard-Honda)       |
| 21      | 2002          | CART           | Patrick Carpentier (Reynard-Ford)       | Christian Fittipaldi (Lola-Toyota)      | Michael Andretti (Lola-Honda)             | Patrick Carpentier (Reynard-Ford)       | Cristiano da Matta (Lola-Toyota)        |
| 22      | 2003          | CART           | Paul Tracy (Lola-Ford-Cosworth)         | Patrick Carpentier (Lola-Ford-Cosworth) | Ryan Hunter-Reay (Reynard-Ford-Cosworth)  | Paul Tracy (Lola-Ford-Cosworth)         | Jimmy Vasser (Reynard-Ford-Cosworth)    |
|         | 2004 bis 2006 | kein Indy      | kein Indy                               | kein Indy                               | kein Indy                                 | kein Indy                               | kein Indy                               |
| 23      | 2007          | IndyCar Series | Scott Dixon (Dallara-Honda)             | Dario Franchitti (Dallara-Honda)        | Hélio Castroneves (Dallara-Honda)         | Hélio Castroneves (Dallara-Honda)       | Dario Franchitti (Dallara-Honda)        |
| 24      | 2008          | IndyCar Series | Ryan Briscoe (Dallara-Honda)            | Hélio Castroneves (Dallara-Honda)       | Scott Dixon (Dallara-Honda)               | Hélio Castroneves (Dallara-Honda)       | Ryan Briscoe (Dallara-Honda)            |
| 25      | 2009          | IndyCar Series | Scott Dixon (Dallara-Honda)             | Ryan Briscoe (Dallara-Honda)            | Dario Franchitti (Dallara-Honda)          | Ryan Briscoe (Dallara-Honda)            | Scott Dixon (Dallara-Honda)             |
| 26      | 2010          | IndyCar Series | Dario Franchitti (Dallara-Honda)        | Will Power (Dallara-Honda)              | Hélio Castroneves (Dallara-Honda)         | Will Power (Dallara-Honda)              | Ryan Briscoe (Dallara-Honda)            |
| 27      | 2011          | IndyCar Series | Scott Dixon (Dallara-Honda)             | Dario Franchitti (Dallara-Honda)        | Ryan Hunter-Reay (Dallara-Honda)          | Scott Dixon (Dallara-Honda)             | Scott Dixon (Dallara-Honda)             |
| 28      | 2012          | IndyCar Series | Scott Dixon (Dallara-Honda)             | Will Power (Dallara-Chevrolet)          | Simon Pagenaud (Dallara-Honda)            | Will Power (Dallara-Chevrolet)          | Oriol Servià (Dallara-Chevrolet)        |
| 29      | 2013          | IndyCar Series | Charlie Kimball (Dallara-Honda)         | Simon Pagenaud (Dallara-Honda)          | Dario Franchitti (Dallara-Honda)          | Ryan Hunter-Reay (Dallara-Chevrolet)    | Simon Pagenaud (Dallara-Honda)          |
| 30      | 2014          | IndyCar Series | Scott Dixon (Dallara-Chevrolet)         | Sébastien Bourdais (Dallara-Chevrolet)  | James Hinchcliffe (Dallara-Honda)         | Sébastien Bourdais (Dallara-Chevrolet)  | Hélio Castroneves (Dallara-Chevrolet)   |
| 31      | 2015          | IndyCar Series | Graham Rahal (Dallara-Honda)            | Justin Wilson (Dallara-Honda)           | Simon Pagenaud (Dallara-Chevrolet)        | Scott Dixon (Dallara-Chevrolet)         | Will Power (Dallara-Chevrolet)          |
| 32      | 2016          | IndyCar Series | Simon Pagenaud (Dallara-Chevrolet)      | Will Power (Dallara-Chevrolet)          | Carlos Muñoz (Dallara-Honda)              | Simon Pagenaud (Dallara-Chevrolet)      | Will Power (Dallara-Chevrolet)          |
| 33      | 2017          | IndyCar Series | Josef Newgarden (Dallara-Chevrolet)     | Will Power (Dallara-Chevrolet)          | Graham Rahal (Dallara-Honda)              | Will Power (Dallara-Chevrolet)          | Alexander Rossi (Dallara-Honda)         |
| 34      | 2018          | IndyCar Series | Alexander Rossi (Dallara-Honda)         | Robert Wickens (Dallara-Honda)          | Will Power (Dallara-Chevrolet)            | Alexander Rossi (Dallara-Honda)         | Scott Dixon (Dallara-Honda)             |
| 35      | 2019          | IndyCar Series | Scott Dixon (Dallara-Honda)             | Felix Rosenqvist (Dallara-Honda)        | Ryan Hunter-Reay (Dallara-Honda)          | Will Power (Dallara-Chevrolet)          | James Hinchcliffe (Dallara-Honda)       |
| –       | 2020          | IndyCar Series | abgesagt aufgrund der COVID-19-Pandemie | abgesagt aufgrund der COVID-19-Pandemie | abgesagt aufgrund der COVID-19-Pandemie   | abgesagt aufgrund der COVID-19-Pandemie | abgesagt aufgrund der COVID-19-Pandemie |
| 36      | 2021          | IndyCar Series | Josef Newgarden (Dallara-Chevrolet)     | Marcus Ericsson (Dallara-Honda)         | Alex Palou (Dallara-Honda)                | Josef Newgarden (Dallara-Chevrolet)     | Jack Harvey (Dallara-Chevrolet)         |
| 37      | 2022          | IndyCar Series | Scott McLaughlin (Dallara-Chevrolet)    | Alex Palou (Dallara-Honda)              | Will Power (Dallara-Chevrolet)            | Pato O’Ward (Dallara-Chevrolet)         | Alex Palou (Dallara-Honda)              |
| 38      | 2023          | IndyCar Series | Alex Palou (Dallara-Honda)              | Scott Dixon (Dallara-Honda)             | Will Power (Dallara-Chevrolet)            | Colton Herta (Dallara-Honda)            | Felix Rosenqvist (Dallara-Chevrolet)    |
| 39      | 2024          | IndyCar Series | Pato O’Ward (Arrow McLaren)             | Alex Palou (Chip Ganassi Racing)        | Scott McLaughlin (Team Penske)            | Alex Palou (Chip Ganassi Racing)        | Josef Newgarden (Team Penske)           |